# Формулы сокращённого умножения многочленов
Формулы сокращённого умножения многочленов — часто встречающиеся случаи умножения многочленов. Многие из них являются частным случаем бинома Ньютона. Изучаются в средней школе в курсе алгебры.

## Формулы для квадратов
- {\displaystyle (a\pm b)^{2}=a^{2}\pm 2ab+b^{2}} — квадрат суммы или разности двух выражений
- {\displaystyle \left(a+b+c\right)^{2}=a^{2}+b^{2}+c^{2}+2ab+2ac+2bc} — квадрат суммы трёх выражений

### Разность квадратов
Разность квадратов двух чисел (многочленов) может быть представлена в виде произведения по формуле:
{\displaystyle a^{2}-b^{2}=(a+b)(a-b)}

#### Доказательство
Математическое доказательство закона простое. Применив распределительный закон к правой части формулы, получим:
{\displaystyle (a+b)(a-b)=a^{2}+ba-ab-b^{2}}
Из-за коммутативности умножения средние члены уничтожаются:
{\displaystyle ba-ab=0}
и остаётся
{\displaystyle (a+b)(a-b)=a^{2}-b^{2}}
Полученная идентичность — одна из наиболее часто используемых в математике. Среди множества применений она дает простое доказательство неравенства о среднем арифметическом, геометрическом и гармоническом для двух переменных.
Доказательство справедливо в любом коммутативном кольце.
Наоборот, если это тождество выполняется в кольце R для всех пар элементов a и b, то R коммутативно. Чтобы убедиться в этом, применим закон распределения к правой части уравнения и получим:
{\displaystyle a^{2}+ba-ab-b^{2}}.
Чтобы это было равно {\displaystyle a^{2}-b^{2}}, мы должны иметь
{\displaystyle ba-ab=0}
для всех пар a, b, поэтому R коммутативно.

## Формулы для кубов
- {\displaystyle (a\pm b)^{3}=a^{3}\pm 3a^{2}b+3ab^{2}\pm b^{3}} - куб суммы (разности) двух чисел
- {\displaystyle a^{3}\pm b^{3}=(a\pm b)(a^{2}\mp ab+b^{2})} - сумма (разность) кубов
- {\displaystyle \left(a+b+c\right)^{3}=a^{3}+b^{3}+c^{3}+3a^{2}b+3a^{2}c+3ab^{2}+3ac^{2}+3b^{2}c+3bc^{2}+6abc}  - куб суммы

## Формулы для четвёртой степени
- {\displaystyle (a\pm b)^{4}=a^{4}\pm 4a^{3}b+6a^{2}b^{2}\pm 4ab^{3}+b^{4}}
- {\displaystyle a^{4}-b^{4}=(a\pm b)(a^{3}\mp a^{2}b+ab^{2}\mp b^{3})}
- {\displaystyle a^{4}-b^{4}=(a+b)(a-b)(a^{2}+b^{2})}
- {\displaystyle a^{4}+b^{4}=(a^{2}+{\sqrt {2}}ab+b^{2})(a^{2}-{\sqrt {2}}ab+b^{2})}

## Формулы для пятой степени
- {\displaystyle (a\pm b)^{5}=a^{5}\pm 5a^{4}b+10a^{3}b^{2}\pm 10a^{2}b^{3}+5ab^{4}\pm b^{5}}
- {\displaystyle a^{5}\pm b^{5}=(a\pm b)(a^{4}\mp a^{3}b+a^{2}b^{2}\mp ab^{3}+b^{4})}
- {\displaystyle a^{5}\pm b^{5}=\left(a\pm b\right)\left(a^{2}\mp {\frac {{\sqrt {5}}+1}{2}}ab+b^{2}\right)\left(a^{2}\pm {\frac {{\sqrt {5}}-1}{2}}ab+b^{2}\right)}

## Формулы для шестой степени
- {\displaystyle (a\pm b)^{6}=a^{6}\pm 6a^{5}b+15a^{4}b^{2}\pm 20a^{3}b^{3}+15a^{2}b^{4}\pm 6ab^{5}+b^{6}}
- {\displaystyle a^{6}-b^{6}=(a\pm b)(a^{5}\mp a^{4}b+a^{3}b^{2}\mp a^{2}b^{3}+ab^{4}\mp b^{5})}
- {\displaystyle a^{6}\pm b^{6}=(a^{2}\pm b^{2})(a^{4}\mp a^{2}b^{2}+b^{4})}
- {\displaystyle a^{6}-b^{6}=(a+b)(a-b)(a^{2}+ab+b^{2})(a^{2}-ab+b^{2})}
- {\displaystyle a^{6}+b^{6}=(a^{2}+b^{2})(a^{2}+{\sqrt {3}}ab+b^{2})(a^{2}-{\sqrt {3}}ab+b^{2})}

## Формулы для седьмой степени
- {\displaystyle (a\pm b)^{7}=a^{7}\pm 7a^{6}b+21a^{5}b^{2}\pm 35a^{4}b^{3}+35a^{3}b^{4}\pm 21a^{2}b^{5}+7ab^{6}\pm b^{7}}
- {\displaystyle a^{7}\pm b^{7}=(a\pm b)(a^{6}\mp a^{5}b+a^{4}b^{2}\mp a^{3}b^{3}+a^{2}b^{4}\mp ab^{5}+b^{6})}
- {\displaystyle a^{7}\pm b^{7}=(a\pm b)(a^{2}\mp (2\cos {\frac {\pi }{7}})ab+b^{2})(a^{2}\pm (2\cos {\frac {2\pi }{7}})ab+b^{2})(a^{2}\mp (2\cos {\frac {3\pi }{7}})ab+b^{2})}

## Формулы для восьмой степени
- {\displaystyle (a\pm b)^{8}=a^{8}\pm 8a^{7}b+28a^{6}b^{2}\pm 56a^{5}b^{3}+70a^{4}b^{4}\pm 56a^{3}b^{5}+28a^{2}b^{6}\pm 8ab^{7}+b^{8}}
- {\displaystyle a^{8}-b^{8}=(a\pm b)(a^{7}\mp a^{6}b+a^{5}b^{2}\mp a^{4}b^{3}+a^{3}b^{4}\mp a^{2}b^{5}+ab^{6}\mp b^{7})}
- {\displaystyle a^{8}-b^{8}=(a+b)(a-b)(a^{2}+b^{2})(a^{2}+{\sqrt {2}}ab+b^{2})(a^{2}-{\sqrt {2}}ab+b^{2})}
- {\displaystyle a^{8}+b^{8}=(a^{2}+\left({\sqrt {2+{\sqrt {2}}}}\right)ab+b^{2})(a^{2}-\left({\sqrt {2+{\sqrt {2}}}}\right)ab+b^{2})(a^{2}+\left({\sqrt {2-{\sqrt {2}}}}\right)ab+b^{2})(a^{2}-\left({\sqrt {2-{\sqrt {2}}}}\right)ab+b^{2})}

## Формулы для девятой степени
- {\displaystyle (a\pm b)^{9}=a^{9}\pm 9a^{8}b+36a^{7}b^{2}\pm 84a^{6}b^{3}+126a^{5}b^{4}\pm 126a^{4}b^{5}+84a^{3}b^{6}\pm 36a^{2}b^{7}+9ab^{8}\pm b^{9}}
- {\displaystyle a^{9}\pm b^{9}=(a\pm b)(a^{8}\mp a^{7}b+a^{6}b^{2}\mp a^{5}b^{3}+a^{4}b^{4}\mp a^{3}b^{5}+a^{2}b^{6}\mp ab^{7}+b^{8})}
- {\displaystyle a^{9}\pm b^{9}=(a\pm b)(a^{2}\mp ab+b^{2})(a^{6}\mp a^{3}b^{3}+b^{6})}
- {\displaystyle a^{9}\pm b^{9}=(a\pm b)(a^{2}\mp ab+b^{2})(a^{2}\mp (2\cos {\frac {\pi }{9}})ab+b^{2})(a^{2}\pm (2\cos {\frac {2\pi }{9}})ab+b^{2})(a^{2}\pm (2\cos {\frac {4\pi }{9}})ab+b^{2})}

## Формулы для десятой степени
- {\displaystyle (a\pm b)^{10}=a^{10}\pm 10a^{9}b+45a^{8}b^{2}\pm 120a^{7}b^{3}+210a^{6}b^{4}\pm 252a^{5}b^{5}+210a^{4}b^{6}\pm 120a^{3}b^{7}+45a^{2}b^{8}\pm 10ab^{9}+b^{10}}
- {\displaystyle a^{10}-b^{10}=(a\pm b)(a^{9}\mp a^{8}b+a^{7}b^{2}\mp a^{6}b^{3}+a^{5}b^{4}\mp a^{4}b^{5}+a^{3}b^{6}\mp a^{2}b^{7}+ab^{8}\mp b^{9})}
- {\displaystyle a^{10}\pm b^{10}=(a^{2}\pm b^{2})(a^{8}\mp a^{6}b^{4}+a^{4}b^{4}\mp a^{2}b^{6}+b^{8})}
- {\displaystyle a^{10}-b^{10}=(a+b)(a-b)(a^{2}+{\frac {{\sqrt {5}}+1}{2}}ab+b^{2})(a^{2}-{\frac {{\sqrt {5}}+1}{2}}ab+b^{2})(a^{2}+{\frac {{\sqrt {5}}-1}{2}}ab+b^{2})(a^{2}-{\frac {{\sqrt {5}}-1}{2}}ab+b^{2})}
- {\displaystyle a^{10}+b^{10}=(a^{2}+b^{2})(a^{2}+{\frac {\sqrt {10+2{\sqrt {5}}}}{2}}ab+b^{2})(a^{2}-{\frac {\sqrt {10+2{\sqrt {5}}}}{2}}ab+b^{2})(a^{2}+{\frac {\sqrt {10-2{\sqrt {5}}}}{2}}ab+b^{2})(a^{2}-{\frac {\sqrt {10-2{\sqrt {5}}}}{2}}ab+b^{2})}

## Формулы для одиннадцатой степени
- {\displaystyle (a\pm b)^{11}=a^{11}\pm 11a^{10}b+55a^{9}b^{2}\pm 165a^{8}b^{3}+330a^{7}b^{4}\pm 462a^{6}b^{5}+462a^{5}b^{6}\pm 330a^{4}b^{7}+165a^{3}b^{8}\pm 55a^{2}b^{9}+11ab^{10}\pm b^{11}}
- {\displaystyle a^{11}\pm b^{11}=(a\pm b)(a^{10}\mp a^{9}b+a^{8}b^{2}\mp a^{7}b^{3}+a^{6}b^{4}\mp a^{5}b^{5}+a^{4}b^{6}\mp a^{3}b^{7}+a^{2}b^{8}\mp ab^{9}+b^{10})}
- {\displaystyle a^{11}\pm b^{11}=(a\pm b)(a^{2}\mp (2\cos {\frac {\pi }{11}})ab+b^{2})(a^{2}\pm (2\cos {\frac {2\pi }{11}})ab+b^{2})(a^{2}\mp (2\cos {\frac {3\pi }{11}})ab+b^{2})(a^{2}\pm (2\cos {\frac {4\pi }{11}})ab+b^{2})(a^{2}\mp (2\cos {\frac {5\pi }{11}})ab+b^{2})}

## Формулы для двенадцатой степени
- {\displaystyle (a\pm b)^{12}=a^{12}\pm 12a^{11}b+66a^{10}b^{2}\pm 220a^{9}b^{3}+495a^{8}b^{4}\pm 792a^{7}b^{5}+924a^{6}b^{6}\pm 792a^{5}b^{7}+495a^{4}b^{8}\pm 220a^{3}b^{9}+66a^{2}b^{10}\pm 12ab^{11}+b^{12}}
- {\displaystyle a^{12}-b^{12}=(a\pm b)(a^{11}\mp a^{10}b+a^{9}b^{2}\mp a^{8}b^{3}+a^{7}b^{4}\mp a^{6}b^{5}+a^{5}b^{6}\mp a^{4}b^{7}+a^{3}b^{8}\mp a^{2}b^{9}+ab^{10}\mp b^{11})}
- {\displaystyle a^{12}\pm b^{12}=(a^{4}\pm b^{4})(a^{8}\mp a^{4}b^{4}+b^{8})}
- {\displaystyle a^{12}-b^{12}=(a+b)(a-b)(a^{2}+b^{2})(a^{2}+ab+b^{2})(a^{2}-ab+b^{2})(a^{2}+{\sqrt {3}}ab+b^{2})(a^{2}-{\sqrt {3}}ab+b^{2})}
- {\displaystyle a^{12}+b^{12}=(a^{2}+{\sqrt {2}}ab+b^{2})(a^{2}-{\sqrt {2}}ab+b^{2})(a^{2}+\left({\sqrt {2+{\sqrt {3}}}}\right)ab+b^{2})(a^{2}-\left({\sqrt {2+{\sqrt {3}}}}\right)ab+b^{2})(a^{2}+\left({\sqrt {2-{\sqrt {3}}}}\right)ab+b^{2})(a^{2}-\left({\sqrt {2-{\sqrt {3}}}}\right)ab+b^{2})}

## Формулы дляn-й степени
- {\displaystyle a^{n}-b^{n}=(a-b)\sum _{k=1}^{n}a^{n-k}b^{k-1}}, где {\displaystyle n\in \mathbb {N} }
- {\displaystyle a^{n}-b^{n}=(a-b)(a^{n-1}+a^{n-2}b+a^{n-3}b^{2}+...+a^{2}b^{n-3}+ab^{n-2}+b^{n-1})}, где {\displaystyle n\in \mathbb {N} }
- {\displaystyle a^{n}-b^{n}=(a+b)(a^{n-1}-a^{n-2}b+a^{n-3}b^{2}-...-a^{2}b^{n-3}+ab^{n-2}-b^{n-1})}, где {\displaystyle n} — чётное число
- {\displaystyle a^{n}+b^{n}=(a+b)(a^{n-1}-a^{n-2}b+a^{n-3}b^{2}-...+a^{2}b^{n-3}-ab^{n-2}+b^{n-1})}, где {\displaystyle n} — нечётное число

Если показатель степени — составное число, то можно использовать формулы для одного из его составляющих множителей, например:
- {\displaystyle a^{2n}-b^{2n}=(a^{n}+b^{n})(a^{n}-b^{n})}
- {\displaystyle a^{3n}\pm b^{3n}=(a^{n}\pm b^{n})(a^{2n}\mp a^{n}b^{n}+b^{2n})}

и т. д.

Если мы ограничиваемся действительными числами, то сумма или разность произвольных степеней вида {\displaystyle a^{n}\pm b^{n}} ({\displaystyle n\in \mathbb {N} }) может быть выражена в виде произведения нескольких многочленов, каждый из которых имеет степень не выше 2 и имеет вид либо {\displaystyle a+b}, либо {\displaystyle a-b}, либо {\displaystyle a^{2}+kab+b^{2}}, где {\displaystyle k} — некоторый коэффициент (в каждом случае свой).

Для чётных {\displaystyle n}:
- {\displaystyle a^{n}-b^{n}=(a+b)(a-b)\prod _{m=1}^{m<{\frac {n}{2}}}(a^{2}+(2\cos {\frac {2m\pi }{n}})ab+b^{2})}
- {\displaystyle a^{n}+b^{n}=\prod _{m=1}^{m\leq {\frac {n}{2}}}(a^{2}+(2\cos {\frac {(2m-1)\pi }{n}})ab+b^{2})}

Для нечётных {\displaystyle n}:
- {\displaystyle a^{n}-b^{n}=(a-b)\prod _{m=1}^{m<{\frac {n}{2}}}(a^{2}+(2\cos {\frac {(2m-1)\pi }{n}})ab+b^{2})}
- {\displaystyle a^{n}+b^{n}=(a+b)\prod _{m=1}^{m<{\frac {n}{2}}}(a^{2}+(2\cos {\frac {2m\pi }{n}})ab+b^{2})}

Если же мы работаем с комплексными числами, то то же самое может быть выражено в виде произведения нескольких многочленов степени 1 (см. ниже).

## В комплексных числах
- {\displaystyle a^{2}+b^{2}=(a+bi)(a-bi)}
- {\displaystyle a^{3}\pm b^{3}=\left(a\pm b\right)\left(a+{\frac {\mp 1+{\sqrt {3}}i}{2}}b\right)\left(a+{\frac {\mp 1-{\sqrt {3}}i}{2}}b\right)}
- {\displaystyle a^{4}-b^{4}=(a+b)(a+ib)(a-b)(a-ib)}
- {\displaystyle a^{4}+b^{4}=\left(a+{\frac {1+i}{\sqrt {2}}}b\right)\left(a+{\frac {-1+i}{\sqrt {2}}}b\right)\left(a+{\frac {-1-i}{\sqrt {2}}}b\right)\left(a+{\frac {1-i}{\sqrt {2}}}b\right)}

Для произвольной чётной степени:
- {\displaystyle a^{n}\pm b^{n}=\prod (a+{\sqrt[{n}]{\mp 1}}b)}, где {\displaystyle {\sqrt[{n}]{\mp 1}}} пробегает все n возможных значений

Для произвольной нечётной степени:
- {\displaystyle a^{n}\pm b^{n}=\prod (a+{\sqrt[{n}]{\pm 1}}b)}, где {\displaystyle {\sqrt[{n}]{\pm 1}}} пробегает все n возможных значений

## Некоторые свойства формул
- {\displaystyle (a-b)^{2n}=(b-a)^{2n}}, где {\displaystyle n\in N}
- {\displaystyle (a-b)^{2n+1}=-(b-a)^{2n+1}}, где {\displaystyle n\in N}